# Колман Домінго
Колман Джейсон Домінго (англ. Colman Jason Domingo; нар. 28 листопада 1969) — американський актор, драматург, режисер і продюсер. Двічі номінант на премію «Оскар» (2024, 2025) за головні ролі у драмах «Растін» і «Сінг-Сінг».

## Біографія
Колман Домінго народився у Філадельфії в сім'ї белізько-гватемальського походження. Навчався в Темплському університеті, а потім переїхав в Сан-Франциско, де вперше з'явився на театральній сцені. Згодом він переїхав до Нью-Йорка, де виступав у різних мюзиклах.
У кіно сперше знявся у 1995 році. Найвідоміший ролями у фільмах «Сельма», «Дворецький», «Лінкольн». У 2015 році він зіграв роль Віктора Стренда в серіалі «Бійтеся ходячих мерців».

## Особисте життя
Відкритий гомосексуал. У стосунках з чоловіком, Раулем Домінго, з 2005 року, одружені з 2014 року.

## Фільмографія
| Рік       |    | Українська назва                  | Оригінальна назва                | Роль                                                             |
| --------- | -- | --------------------------------- | -------------------------------- | ---------------------------------------------------------------- |
| 1995      | ф  | Годинник                          | Timepiece                        | Кріс                                                             |
| 1997      | с  | Детектив Неш Бріджес              | Nash Bridges                     | Реджі Гарелл (епізод «Брудні фокуси»)                            |
| 1998      | ф  | Навколо багаття                   | Around the Fire                  | Трейс                                                            |
| 1999      | ф  | Король гри в бінго                | King of the Bingo Game           | Сонні                                                            |
| 1999      | ф  | Справжній злочин                  | True Crime                       | Воллі Картрайт                                                   |
| 1999      | с  | Детектив Неш Бріджес              | Nash Bridges                     | Гассам (епізод «Потужна гра»)                                    |
| 1999      | с  | Детектив Неш Бріджес              | Nash Bridges                     | Десмонд Кеннер (епізод «Біда дівчат»)                            |
| 2000      | ф  | Дезі шукає нову дівчину           | Desi's Looking for a New Girl    | мати                                                             |
| 2000      | с  | Детектив Неш Бріджес              | Nash Bridges                     | сурмач (епізод «Шкірна торгівля»)                                |
| 2003      | ф  | Кунг Фууу!                        | Kung Phooey!                     | Рой Лі                                                           |
| 2004      | с  | Закон і порядок                   | Law & Order                      | Рональд Гумер (серія «Вільні руки»)                              |
| 2006      | ф  | По ту сторону правди              | Freedomland                      | пацієнт                                                          |
| 2006      | с  | Закон і порядок: Злочинні наміри  | Law & Order: Criminal Intent     | сержант Ев Сайдс (серія «До кістки»)                             |
| 2006      | с  | Закон і порядок: Суд присяжних    | Law & Order: Trial by Jury       | Гас (серія «Ерос у вісімдесятих»)                                |
| 2008      | ф  | Чудо святої Анни                  | Miracle at St. Anna              | поштовий клієнт                                                  |
| 2008      | с  | Закон і порядок                   | Law & Order                      | Донні (серія «Солодка»)                                          |
| 2008—2010 | с  |                                   | The Big Gay Sketch Show          | різні ролі                                                       |
| 2010      | с  | Закон і порядок: Злочинні наміри  | Law & Order: Criminal Intent     | Андре Ланьє (серія «Любов хвора»)                                |
| 2012      | ф  | Лінкольн                          | Lincoln                          | рядовий Гарольд Грін                                             |
| 2012      | ф  |                                   | Red Hook Summer                  | преподобний Роу                                                  |
| 2013      | ф  | Ясність б'є                       | All Is Bright                    | Нзомо                                                            |
| 2013      | ф  | 42                                | 42                               | Лоусон Боумен                                                    |
| 2013      | ф  |                                   | Hair Brained                     | модератор фіналу                                                 |
| 2013      | ф  | Дворецький                        | The Butler                       | Фредді Фоллз                                                     |
| 2014      | ф  | 400 хлопців                       | 400 Boys                         | Тейлон                                                           |
| 2014      | ф  | Час поза розумом                  | Time Out of Mind                 | пан Оєлло                                                        |
| 2014      | ф  | Сельма                            | Selma                            | Ральф Абернаті                                                   |
| 2015      | ф  | Щось красиве                      | Beautiful Something              | Дрю                                                              |
| 2015—2020 | с  | Бійтеся ходячих мерців            | Fear the Walking Dead            | Віктор Стренд                                                    |
| 2015      | с  | Лікарня Нікербокер                | The Knick                        | доктор Рассел Деніелс                                            |
| 2016      | ф  | Народження нації                  | The Birth of a Nation            | Генк Тернер                                                      |
| 2016      | с  | Люцифер                           | Lucifer                          | отець Френк Лоуренс (серія «Священик заходить до бару»)          |
| 2016      | с  | Горас і Піт                       | Horace and Pete                  | д-р Еверс (серія «Епізод 8»)                                     |
| 2017      | с  | Поза часом                        | Timeless                         | Басс Рівз (серія «Вбивство Джессі Джеймса»)                      |
| 2017      | с  | Кінь БоДжек                       | BoJack Horseman                  | Едді (серія «Місце старого цукровара», озвучування)              |
| 2017      | с  |                                   | Miles from Tomorrowland          | Cember (озвучування)                                             |
| 2018      | ф  | Нація убивць                      | Assassination Nation             | директор Туррелл                                                 |
| 2018      | ф  | Перший матч                       | First Match                      | тренер Кастилья                                                  |
| 2018      | ф  | Якби Біл-стріт могла заговорити   | f Beale Street Could Talk        | Джозеф Ріверс                                                    |
| 2018      | с  | Американський тато!               | American Dad!                    | Стайлз (серія «(Ти повинен) вдарити за своє право», озвучування) |
| 2019      | ф  | Люсі в космосі                    | Lucy in the Sky                  | Френк Пакстон                                                    |
| 2019      | с  | Ейфорія                           | Euphoria                         | Алі                                                              |
| 2020      | ф  | Зола                              | Zola                             | X                                                                |
| 2020      | ф  | Ма Рейні: мати блюзу              | Ma Rainey's Black Bottom         | Катлер                                                           |
| 2020      | с  | Сутінкова зона                    | The Twilight Zone                | Карл (серія «Час простою»)                                       |
| 2021      | ф  | Без каяття                        | Without Remorse                  | пастор Вест                                                      |
| 2021      | ф  | Кендімен                          | Candyman                         | Вільям Берк                                                      |
| 2023      | ф  | Трансформери: Час звіроботів      | Transformers: Rise of the Beasts | Юнікорн (озвучення)                                              |
| 2023      | мф | Кракен-дівча на ім'я Рубі         | Ruby Gillman, Teenage Kraken     | Артур Ґіллман (озвучення)                                        |
| 2023      | ф  | Растін                            | Rustin                           | Байард Растін                                                    |
| 2023      | ф  | Барва пурпурова                   | The Color Purple                 | Альберт "Містер" Джонсон                                         |
| 2023      | ф  | Сінг-Сінг                         | Sing Sing                        | Джон «Дівайн Джі» Вітфілд                                        |
| 2024      | ф  | Лялі їдуть далі                   | Drive-Away Dolls                 | Шеф                                                              |
| 2025      | ф  | Електричний штат                  | The Electric State               | Вульф                                                            |
| 2025      | ф  | Людина, що біжить                 | The Running Man                  | Боббі Томпсон                                                    |
| 2026      | ф  | Майкл                             | Michael                          | Джо Джексон                                                      |
| 2026      | ф  | Майбутній фільм Стівена Спілберга | Untitled Steven Spielberg film   |                                                                  |